# Anaplectoidea nitida
Anaplectoidea nitida är en kackerlacksart som beskrevs av Robert Walter Campbell Shelford 1906. Anaplectoidea nitida ingår i släktet Anaplectoidea och familjen småkackerlackor. Inga underarter finns listade i Catalogue of Life.